# بيتر غراي
بيتر غراي (بالإنجليزية: Peter Gray)‏ هو عالم نفس أمريكي، ولد في 1944.